# Чемпіонат світу з гірського та трейлового бігу
Чемпіонат світу з гірського та трейлового бігу (англ. World Mountain and Trail Running Championships) є єдиною світовою першістю з гірського бігу та трейлу, яка проводиться кожні два роки, починаючи з 2022.

## Історія заснування
У серпні 2018 Світова асоціація гірського бігу, Міжнародна асоціація ультрамарафонців, Міжнародна асоціація трейлового бігу за підтримки Світової легкої атлетики оголосили про намір проводити єдиний чемпіонат світу з гірського бігу та трейлу.
Зважаючи на це, передбачалось, що проведення чемпіонату світу з гірського бігу, чемпіонату світу з гірського бігу на довгій дистанції та чемпіонату світу з трейлу, як окремих першостей, припиниться, а їх дисципліни ввійдуть до програми нового єдиного чемпіонату.
Про проведення першого чемпіонату світу було оголошено у грудні 2020. Спочатку чемпіонат планувався до проведення у листопаді 2021, проте був зрештою відкладений на рік через коронавірусні ризики.

## Формат чемпіонату
Тривалість чемпіонату — 4 дні.
Програма чемпіонату передбає два трейловий забіг та гірські забіги двох різновидів — «вгору-вниз» та «вгору».
Змагання з трейлу та гірського бігу «вгору» проходять виключно серед дорослих, в той час як дисципліни гірського бігу «вгору-вниз» проходять як серед дорослих, так і серед спортсменів юніорської (до 20 років) вікової категорії.
Довжина дистанції гірського бігу «вгору» становить 3-6 км із загальним набором висоти до 1 км.
Довжина дистанції гірського бігу «вгору-вниз» становить 10-12 км для дорослих та 5-6 км для юніорів з набором висоти та спуском в районі 500—700 м для дорослих та 250—350 м для юніорів.
Довжина трейлових забігів вар'юється в межах 35-45 км для коротких та 75-85 км — для довгих дистанцій.

## Чемпіонати
| Рік  | Місто    | Дата          |
| ---- | -------- | ------------- |
| 2022 | Чіангмай | 3-6 листопада |
| 2023 | Інсбрук  | 6-10 червня   |
| 2025 | Канфранк | 25-28 вересня |
| 2027 | Кейптаун | 6-10 жовтня   |